# 劉鎡
劉鎡（1430年—？），字伏時，江西吉安府安福縣人，明朝政治人物，進士出身。

## 生平
景泰元年（1450年）庚午科江西鄉試第五十八名舉人，成化二年（1466年）中式丙戌科會試第一百三十二名，三甲第十四名進士。試監察御史。後降直隸束鹿縣知縣。

## 家族
曾祖劉子定；祖父劉伯文，贈禮部主事；父劉求矩。